# Clavulium
Clavulium é um género de planta com flor pertencente à família Fabaceae. 
A autoridade científica da espécie é Desv., tendo sido publicada em Annales des Sciences Naturelles (Paris) 9: 407. 1826.
Trata-se de um género não aceite pelo sistema de classificação filogenético Angiosperm Phylogeny Website

## Espécies
Segundo a base de dados The Plant List tem 3 espécies descritas das quais 1 é aceite:
- Clavulium laburnifolium (L.) M.R.Almeida